# 西東京市
西東京市（日语：／ Nishi tōkyō shi */?）是位於日本東京都多摩地方的市，成立於2001年1月21日，由田無市和保谷市合併而成，為21世紀日本最早設立的市。市區面積15.85平方公里，合併時人口有179,710人。人口密度超過每平方公里12,000人。

## 地理
西東京市位處武藏野台地中央，東西長4.8公里，南北長5.6公里。市內有石神井川、白子川、新川（白子川支流）與玉川上水分流千川上水等，是多摩地方中水資源較為豐富的區域。
交通上的主要動線為通往東京中心的東西向幹道青梅街道、五日市街道等，鐵路則有東西向的西武鐵道池袋線、西武鐵道新宿線。市內南北向動線有谷戶新道、境新道等。
市中心為西武新宿線西武柳澤站、田無站北側與西武池袋線雲雀之丘站、保谷站南側。
依據平成22年國勢調査，往東京都特別區部通勤率達42.9%。

### 鄰接自治體
- 東 - 練馬區
- 北 - 埼玉縣新座市
- 北西 - 東久留米市
- 西 - 小平市
- 南 - 小金井市、武藏野市

## 地域
舊田無市
谷戶町、北原町、綠町、西原町、田無町、芝久保町、南町、向台町、雲雀丘（ひばりが丘）3丁目2番一部分
舊保谷市
雲雀丘、雲雀丘丘北、住吉町、榮町、北町、下保谷、東町、中町、泉町、保谷町、富士町、東伏見、柳澤、新町

## 歷史
舊田無市自江戶時代起就是青梅街道的宿場町，為交通要地。之後甲武鐵道（現JR中央線）未通過市內，逐漸失去原有的交通優勢地位。
舊保谷市內有繩文時代的下野谷遺跡。江戶時代因開鑿玉川上水分流千川上水，南部開使開發新田，大正時代以前為農村地帶。戰時因市內有軍需工廠而遭受空襲。之後兩市在武藏野鐵道（現在的西武鐵道池袋線）、西武鐵道新宿線開通下，成為東京的臥城之一。

### 兩市合併
合併前田無市被保谷市由北、東、南三方圍繞，兩市合併研究已久。另外也有兩市與東久留米市合併的構想存在。

### 年表
- 2001年（平成13年）1月21日 - 田無市與保谷市合併成立西東京市。合併時的人口達179,710人。
- 2002年（平成14年）1月21日 - 制定市章。
- 2002年（平成14年）3月23日 - 花巴士（日语：はなバス）開始營運。

### 名稱問題
新市名在經過公開徵選後，選出「西東京市」、「櫸野市」、「北多摩市」、「雲雀市」、「綠野市」5個候選市名。在進行市民意向調査後，決定選擇支持度最高的「西東京市」。
然而單以方位命名也招致「太過草率」的批判。「西東京」一般非指「舊東京市西」，而是指「東京都西部」。例如西東京巴士的營運路線為青梅、日野、八王子等地區。因此，位於東京都地理中心卻命名為西東京也受到民眾質疑。合併協議會也有意見指出東京「市」並不存在，位置表現上並不正確。

## 人口
| 西東京市人口分布圖 |                                                 |  |
| 西東京市與日本全國年齡別人口分布比較圖 （2005年資料） | 西東京市的年齡、男女別人口分布圖 （2005年資料） |  |
| ■紫色是西東京市 ■綠色是全国 | ■藍色是男性 ■紅色是女性                         |  |
| 西東京市人口變化 \| 1970年 \| 144,660人 \| \| \| 1975年 \| 158,979人 \| \| \| 1980年 \| 158,235人 \| \| \| 1985年 \| 162,899人 \| \| \| 1990年 \| 170,290人 \| \| \| 1995年 \| 175,073人 \| \| \| 2000年 \| 180,885人 \| \| \| 2005年 \| 189,735人 \| \| \| 2010年 \| 196,511人 \| \| \| 2015年 \| 200,012人 \| \| \| 2020年 \| 207,388人 \| \| |                                                 |  |
| 資料來源：日本總務省統計中心提供之人口普查數據 |                                                 |  |
| 1970年 | 144,660人                                       |  |
| 1975年 | 158,979人                                       |  |
| 1980年 | 158,235人                                       |  |
| 1985年 | 162,899人                                       |  |
| 1990年 | 170,290人                                       |  |
| 1995年 | 175,073人                                       |  |
| 2000年 | 180,885人                                       |  |
| 2005年 | 189,735人                                       |  |
| 2010年 | 196,511人                                       |  |
| 2015年 | 200,012人                                       |  |
| 2020年 | 207,388人                                       |  |

### 日夜間人口
2005年夜間人口（居住者）為189,386人，區外通勤者與通學生、居住者在內的區內日間人口為148,056人，是夜間的0.782倍。日夜間人口比在東京23區與東京都市部25市中次於狛江市、稻城市，是第三低的自治體，顯示西東京市是以住宅為主的城市。

## 行政

### 市長
- 池澤隆史（日语：池澤隆史）（いけざわ・たかし）
  - 2021年（令和3年）2月18日就任，第一任

### 市廳舍
- 田無廳舍
- 保谷廳舍

### 出張所
- 柳橋出張所
- 雲雀丘站前出張所

### 市議會

#### 構成
- 議員名額28人，本屆人數27人
- 2014年（平成26年）12月21日選出（任期至2018年12月20日）

| 黨派                   | 席次 |
| ---------------------- | ---- |
| 自由民主黨西東京市議團 | 8    |
| 西東京市議會公明黨     | 5    |
| 日本共產黨西東京市議團 | 4    |
| 統一會派未來           | 4    |
| 民主改革論壇           | 3    |
| 生活者網路             | 2    |
| 無所屬                 | 2    |

### 廣域行政
- 多摩北部都市廣域行政圈協議會（日语：多摩北部都市広域行政圏協議会）
多摩地域東北部西東京市、小平市、東村山市、清瀨市、東久留米市5市組成，成員間可互相利用、共同舉辦活動等。通稱「多摩六都」。「六都」最初是包含合併前的田無、保谷，兩市合併後仍繼續沿用。本市有多摩六都科學館（日语：多摩六都科学館）。
- 柳泉園組合
本市與東久留米市、清瀨市3市組成，負責垃圾處理業務。垃圾處理場位於は東久留米市下里近東村山市境。
- 昭和醫院組合
清瀨、小金井、小平、東久留米、東村山、東大和、武藏村山與西東京市組成，營運小平市的公立昭和醫院（日语：公立昭和病院）。
- 武藏野、三鷹、小金井與本市4市間可相互利用公共設施。

### 交流自治體
- 日本國內
  - 福島縣南會津郡下鄉町
1980年（昭和55年）4月29日與舊保谷市締結姐妹都市
  - 山梨縣北巨摩郡（日语：北巨摩郡）須玉町（日语：須玉町）（現北杜市）
1999年（平成11年）2月4日與舊田無市締結姐妹都市
  - 千葉縣勝浦市
2003年（平成15年）10月22日與西東京市締結友好都市
  - 茨城縣行方市
2006年（平成18年）11月締結災害時相互應援協定。

## 議員選舉區

### 中央議員
屬日本眾議院東京19區（小平、國分寺、國立、西東京）。
- 2014年（平成26年）12月（第47屆日本眾議院議員總選舉）
  - 松本洋平（自由民主黨）

### 都議員
本市為單獨選舉區。席次2人。
- 2013年（平成25年）6月
  - 山田忠昭（自由民主黨）
  - 石毛茂（石毛しげる）（民主黨）

## 公共機關

### 警察
本市由警視廳田無警察署（東町4丁目15番一部分由石神井警察署管轄）管轄。

### 消防
- 西東京消防署
  - 保谷出張所
  - 田無出張所
  - 西原出張所

#### 東京都管轄區域的行政機關
- 東京法務局（日语：東京法務局）府中支局田無出張所

### 國家行政機關
- 自衛隊東京地方協力本部三多摩地區隊本部西東京地域事務所

## 經濟

### 主要事業所
- 星辰表本社、田無工場
- 住友重機械工業田無製造所
- 損害保險日本興亞事務本部大樓
- 共同觀光巴士 - 觀光巴士。
- 大成觀光巴士 - 觀光巴士。
- SHIN-EI動畫 - 動畫製作公司。
- Triple A - 動畫製作公司。
- David Production - 動畫製作公司。
- Animefilm（日语：アニメフィルム） - 動畫製作公司。
- EekuraAnimal（日语：エクラアニマル） - 動畫製作公司。
- TOWN通信（タウン通信） - 收錄西東京市（全域）、東久留米市（全域）、小平市（東部）、新座市（部分）區域新聞的地方誌出版社。
- 旭製菓（日语：旭製菓） - 製菓公司。
- 保谷納豆（日语：保谷納豆） - 納豆製造商。
- 藤和房屋（日语：藤和ハウス） - 不動產。本社本店在田無站前。
- 東榮住宅（日语：東栄住宅） - 不動產。本社在芝久保町。
- ARENEST ONE（日语：アーネストワン） - 不動產。本社在北原町。
- 東京電力武藏野變電所
- 東京瓦斯保谷導管事業所
- 佳能IT解決方案（日语：キヤノンITソリューションズ）西東京事業所、西東京數據中心。

### 商業設施
- 田無ASTA（田無アスタビル） - 田無站北口的再開發大樓。除商業設施外，還有瑞穗銀行、市民會館、場外馬券發售處、屋頂五人制足球場、集合住宅等。
  - LIVIN（日语：リヴィン）田無店
  - ASTA專門店街
    - 伊藤洋華堂田無店
- 西友
  -     - 雲雀丘店
    - 雲雀丘團地店
    - 保谷店
- 雲雀丘PARCO
  - Queen's伊勢丹（日语：クイーンズ伊勢丹）雲雀丘店
- 稻毛屋（日语：いなげや）
  - 田無芝久保店
  - 保谷本町店
- MaxValu（日语：マックスバリュ関東）
  - 田無芝久保
- 善美的超市
  - 向台町店
- Big-A（日语：ビッグ・エー）
  - 田無向台店
  - 西東京谷戸町店
- COOP東京（日语：生活協同組合コープとうきょう）
  - 東伏見店
  - 雲雀丘店

## 教育

### 小學校

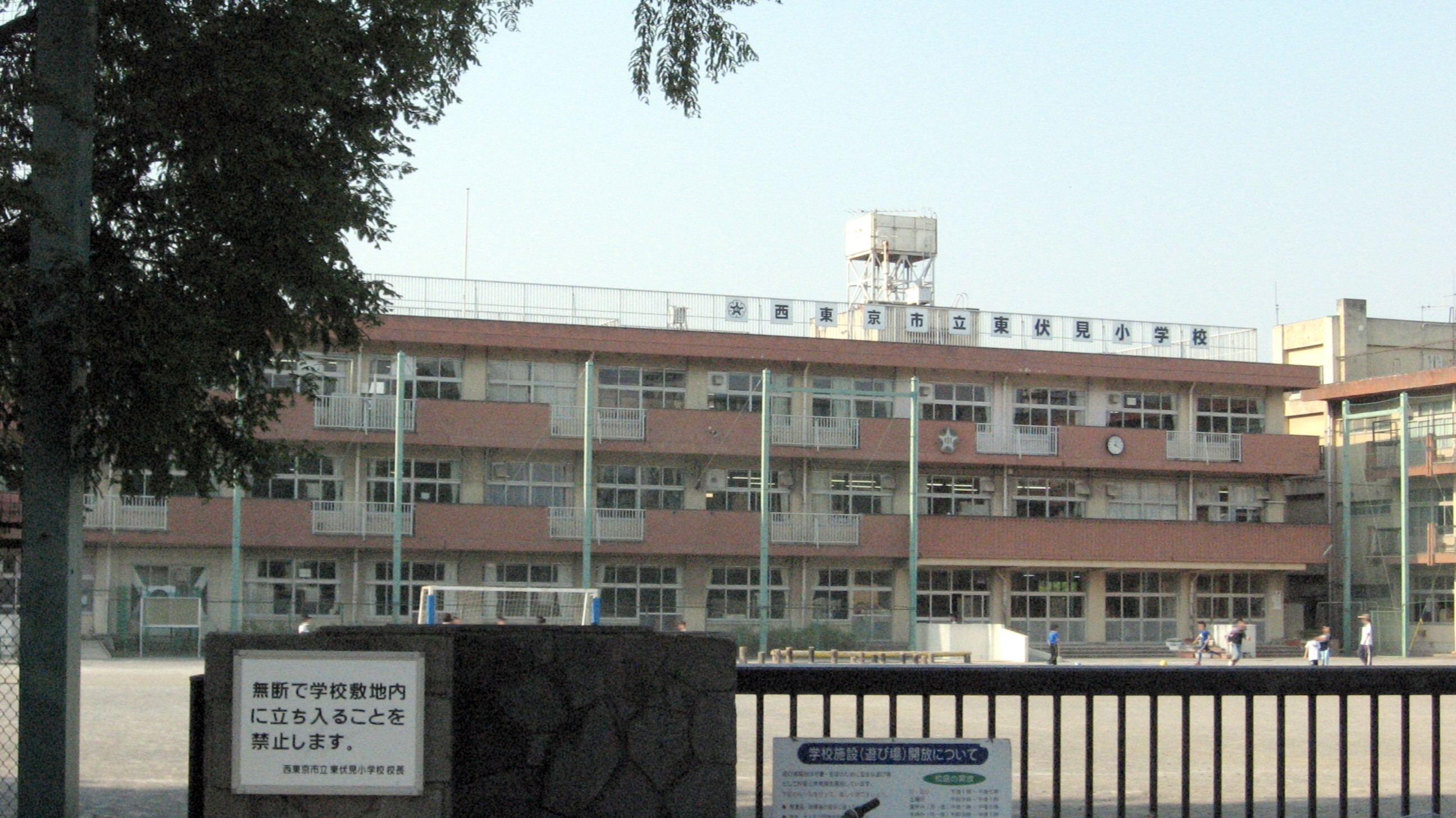
東伏見小學校

| - 西東京市立田無小學校 - 西東京市立保谷小學校 - 西東京市立保谷第一小學校 - 西東京市立保谷第二小學校 - 西東京市立谷戶小學校 - 西東京市立東伏見小學校 - 西東京市立中原小學校 - 西東京市立向台小學校 - 西東京市立碧山小學校 - 西東京市立芝久保小學校 | - 西東京市立榮小學校 - 西東京市立泉小學校 - 西東京市立谷戶第二小學校 - 西東京市立東小學校 - 西東京市立柳澤小學校 - 西東京市立上向台小學校 - 西東京市立本町小學校 - 西東京市立住吉小學校 - 西東京市立櫸小學校 |

### 中學校
- 西東京市立田無第一中學校
- 西東京市立田無第二中學校
- 西東京市立田無第三中學校
- 西東京市立田無第四中學校
- 西東京市立柳澤中學校
- 西東京市立保谷中學校
- 西東京市立青嵐中學校
- 西東京市立雲雀丘中學校
- 西東京市立明保中學校（日语：西東京市立明保中学校）

### 高等學校
- 都立
  - 東京都立田無高等學校（日语：東京都立田無高等学校）
  - 東京都立保谷高等學校（日语：東京都立保谷高等学校）
  - 東京都立田無工業高等學校（日语：東京都立田無工業高等学校）
- 私立
  - 文華女子中學、高等學校（日语：日本文華学園）
  - 武藏野大學中學校及高等學校（日语：武蔵野大学中学校・高等学校）
  - 岩倉高等學校（日语：岩倉高等学校）附屬西東京運動場

### 大學
- 武藏野大學武藏野校區
- 早稻田大學東伏見校區
- 早稻田大學東伏見運動場
- 東京大學田無校區
  - 大學院農學生命科學研究科附屬農場（東大農場）
  - 大學院農學生命科學研究科附屬演習林田無試驗場（東大演習林）
  - 東京大學原子核研究所跡紀念碑

### 其他
- 國立筑波大學附屬小學校（日语：筑波大学附属小学校）保谷農園
- 東京都立田無特別支援學校（日语：東京都立田無特別支援学校）高等部

## 醫院
- 佐佐總合醫院（日语：佐々総合病院）
- 田無醫院
- 西東京中央總合醫院
- 山田醫院
- 保谷厚生醫院

## 交通

### 鐵路
市內兩條東西向鐵道可通往東京都中心地帶。西武池袋線終點為池袋站，西武新宿線可在高田馬場站轉乘山手線。本市代表車站是田無站。
西武鐵道
- 池袋線：保谷站 - 雲雀丘
- 新宿線：東伏見站 - 西武柳澤站 - 田無站

### 巴士
- 西武巴士 - 瀧山營業所西原車庫位於市內西原町。市內路線除西原車庫外，還有瀧山營業所（日语：西武バス滝山営業所）與上石神井營業所（日语：西武バス上石神井営業所）（保谷站發車）、新座營業所（日语：西武バス新座営業所）（雲雀丘站北口發車）、練馬營業所（日语：西武バス練馬営業所）等。
  - 西東京市社區巴士花巴士（日语：はなバス）第1～3、5路線（委託營運）。
- 關東巴士武藏野營業所（日语：関東バス武蔵野営業所）。
  - 西東京市社區巴士花巴士（日语：はなバス）第4路線（委託運行）。

### 道路

#### 都道（主要地方道）
- 東京都道、埼玉縣道4號東京所澤線 -- 青梅街道（田無町一丁目交差點以東）、所澤街道（田無町一丁目交差點以西）
- 東京都道5號新宿青梅線 -- 青梅街道（田無町一丁目交差点以西）、新青梅街道（日语：新青梅街道）（北原交差點以西）
- 東京都道7號杉並秋留野線（日语：東京都道7号杉並あきる野線） -- 五日市街道（日语：五日市街道）
- 東京都道8號千代田練馬田無線 -- 富士街道（日语：富士街道）
- 東京都道12號調布田無線（日语：東京都道12号調布田無線） -- 武藏境通（日语：武蔵境通り）
- 東京都道、埼玉縣道24號練馬所澤線（日语：東京都道・埼玉県道24号練馬所沢線） -- 片山縣道（日语：片山県道）
- 東京都道、埼玉縣道25號飯田橋石神井新座線 -- 片山縣道（日语：片山県道）
- 東京都道、埼玉縣道36號保谷志木線（日语：東京都道・埼玉県道36号保谷志木線）

#### 都道（多摩南北道路）
- 多摩南北道路1號線 --調布保谷線（都道233號、7號支線）

#### 都道（一般都道）
- 東京都道112號雲雀丘停車場線（日语：東京都道112号ひばりケ丘停車場線） -- 谷戶新道（日语：谷戸新道）
- 東京都道132號小川山田無線（日语：東京都道132号小川山田無線） -- 鈴木街道（日语：鈴木街道）
- 東京都道233號東大泉田無線（日语：東京都道233号東大泉田無線） -- 保谷新道（日语：保谷新道）、調布保谷線（日语：調布保谷線）（東伏見以北）
- 東京都道、埼玉縣道234號前澤保谷線（日语：東京都道・埼玉県道234号前沢保谷線）
- 東京都道245號杉並田無線（日语：東京都道245号杉並田無線） -- 新青梅街道（日语：新青梅街道）（北原交差點以東）
- 東京都道253號保谷狹山自然公園自行車道線（日语：東京都道253号保谷狭山自然公園自転車道線） -- 多摩湖自行車道（日语：多摩湖自転車道）

## 設施

### 體育設施
- 運動中心
- 南町運動、文化交流中心KIRATTO（きらっと）
- 總合體育館
- 健康廣場
- 市民公園球場
- 向台運動場
- 西原廣場
- 北原運動場
- 芝久保運動場
- 芝久保第二運動場
- 雲雀丘運動場
- 武道場
- 多摩湖自行車道（日语：東京都道253号保谷狭山自然公園自転車道線）
- 東伏見冰上體育館（日语：東伏見アイスアリーナ）

### 主要公園
- 西東京憩之森（いこいの森）公園
- 上保谷新田公園
- 谷戶二丁目第二公園
- 青嵐台公園
- 雲雀丘北頑皮（わんぱく）公園
- 北町坊谷戶公園
- 荒屋敷（あらやしき）公園
- 白子南公園
- 北町第四公園
- 中島公園
- 筍（たけのこ）公園
- 下保谷第一公園
- 下保谷森林公園
- 住吉町第三公園
- 谷戶銀杏（イチョウ）公園
- 花水木（はなみずき）公園
- 泉町啄木鳥（きつつき）公園
- 泉町第三公園
- 文理台公園
- 苗木山（なえぎ山）公園
- 西原自然公園
- 保谷友好（なかよし）公園
- 北原第一公園
- 西浦公園
- 保谷第一公園
- 櫻（さくら）公園
- 東伏見北公園
- 保谷第二公園
- 芝久保第一公園
- 櫸（けやき）台公園
- 四十雀（しじゅうから）公園
- 椋木（むくのき）公園
- 柳澤潺潺（せせらぎ）公園
- 柳澤第四公園
- 上向台公園
- 田無市民公園
- 向台公園
- 向台第二公園
- 美向台公園
- 茶花（さざんか）公園
- 新町杜鵑（つつじ）公園
- 新町皋月（さつき）公園
- 谷戶潺潺（せせらぎ）公園
- 芝久保町一丁目櫻丘（さくらの丘）公園
- 谷戶中央公園（谷戸セントラルパーク）
- 下野谷遺跡公園
- 青空（あおぞら）公園
- 北宮之脇公園
- 芝久保町三丁目接觸（ふれあい）公園
- 下野谷遺跡公園

### 都立公園
- 都立小金井公園
- 東伏見公園（日语：東伏見公園）（總合公園）
- 狹山、境綠道（都立多摩湖自行車步行者道）

### 市管理廣場
- 千駄山廣場
- 狹山兒童廣場

### 綠地保全地域
- 碧山森綠地保全地域
- 保谷北町綠地保全地域

### 圖書館
- 柳澤圖書館
- 中央圖書館
- 保谷站前圖書館
- 芝久保圖書館
- 谷戶圖書館
- 雲雀丘圖書館
- 新町分室

### 會館
- 西東京市民會館
- 保谷木漏れ日會館（保谷こもれびホール）
- CALL田無（コール田無）
- ASTA市民會館（アスタ市民ホール）

### 其他
- 西東京天空塔
通稱西東京塔或田無塔。高195公尺，是日本第6高塔。1989年（平成元年）完工。
- 多摩六都科學館（日语：多摩六都科学館）
小平市、東村山市、清瀨市、東久留米市、西東京市組成的「多摩六都科學館組合」所設立的設施。1994年（平成6年）3月開館。

## 地方廣播電視
- 社區FM
  - FM西東京（日语：エフエム西東京） - 1998年（平成10年）1月開播。

- 有線電視
  - J-COM西東京 - J:COM關東（日语：ジェイコム関東）營運。

## 名勝古蹟

### 神社、寺
- 田無神社
  - 本殿與拜殿為東京都指定有形文化財
- 東伏見稻荷神社（日语：東伏見稲荷神社）
- 總持寺
  - 關東三十六不動靈場（日语：関東三十六不動霊場）第十號札所
- 保谷山福泉寺（日语：福泉寺 (西東京市)）
- 天神社（日语：天神社 (西東京市)）

### 遺跡
- 下野谷遺跡公園
  - 繩文時代聚落遺跡。2015年（平成27年）3月10日成為國家指定史跡[4]。

### 祭典、活動
- 西東京市民祭
- 西東京市民電影祭（日语：西東京市民映画祭）

## 知名人士
- 井口資仁 - 職棒千葉羅德海洋選手。西東京市民榮譽賞第1位受獎者
- 蓮見知弘 - 前職業足球選手。
- 李忠成 - 職業足球浦和紅鑽選手。前日本代表隊成員。
- 宮崎智彦 - 職業足球磐田喜悅選手。
- 清水美沙 - 演員
- 多部未華子 - 演員
- 宮崎葵 - 演員
- 田中美保 - 模特兒、演員
- 野島昭生 - 聲優。
- 平井理央 - 前播音員
- 卡莉怪妞 - 模特兒、歌手
- 木村文乃 - 演員
- 大森元貴 - 樂團Mrs. GREEN APPLE主唱
- 若井滉斗 - 樂團Mrs. GREEN APPLE吉他手

## 外部連結
- 西東京市網站 （页面存档备份，存于）（日語）